# Блэквуд, Алджернон
Алджернон Генри Блэквуд (англ. Algernon Henry Blackwood, 14 марта 1869 года, Кент — 10 декабря 1951 года) — английский писатель и путешественник, один из ведущих авторов-мистиков, классик литературы ужасов и рассказа с привидениями первой половины XX века. Автор 13 романов, более 200 рассказов и повестей, опубликованных в периодике и многочисленных сборниках и антологиях. Также его перу принадлежит книга воспоминаний о первых 30 годах своей жизни, две опубликованные пьесы, несколько десятков статей и эссе. Кавалер Ордена Британской империи (CBE). Всемирную известность ему принес рассказ «Ивы» (англ. «The Willows»). Говард Ф. Лавкрафт считал Алджернона Блэквуда своим непосредственным предшественником.

## Биография
Алджернон Генри Блэквуд (Algernon Henry Blackwood) родился в Шутерз-Хилл (англ.), графство Кент (ныне часть Восточного Лондона), 14 марта 1869 года и воспитывался в семье кальвинистов — вдовствующей герцогини Манчестерской и её второго мужа, сэра Стивенсона Артура Блэквуда, служащего (и позже секретаря) британского почтового министерства. Его отец, сэр Стивенсон Артур Блэквуд, был администратором почтового отделения; его мать, Гарриет Доббс, была вдовой 6-го герцога Манчестера. По словам друга и биографа Блэквуда, Питера Пенцольдта, его отец, «хотя и не лишенный подлинного добросердечия, имел ужасно узкие религиозные взгляды». Однако после того, как юноша прочитал работу индуистского мудреца, оставленную в доме его родителей, у него появился интерес к буддизму и другим восточным философиям. Интерес к сверхъестественным явлениям пробудил в нём учитель частной школы, обладавший даром терапевтического гипноза, после чего юноша решил посвятить себя психиатрии. В Германии, куда Блэквуд попал 16-летним подростком, один из студентов познакомил его с основами индуизма и йоги, что положило начало увлечению теософией.
Завершив высшее образование в Веллингтонском колледже, Блэквуд отправился сначала в Швейцарию, затем в Канаду, где в мае 1890 года основал молочную ферму, забыв о своих медицинских устремлениях. Два года спустя, разочаровавшись в этом своём начинании и рассорившись с родителями, он на всё лето исчез в канадских лесах (позже эти места он ярко опишет в своих произведениях), после чего объявился в Нью-Йорке, где поступил на работу газетным репортёром. Лишь в 1899 году, претерпев многочисленные передряги (он становился жертвой мошенничества и грабежа, несколько раз оказывался на грани смерти из-за болезней) Блэквуд вернулся в Старый Свет. «В Нью-Йорке я словно бы покрылся ранами, в которые этот город соль и кислоту свои втирал ежедневно», — позже писал он.
В 1900 году Блэквуд открыл для себя «Орден Золотой Зари»: под властью вновь пробудившегося интереса к сверхъестественному он взялся за перо (хотя первые его публикации, как в публицистике, так и в художественной прозе, относятся ещё к предыдущим десяти годам — 1889—1899). В 1906 году издательство Ивли Нэша опубликовало его первый сборник рассказов «Пустой дом и другие рассказы о привидениях». За ним последовала серия произведений, главным героем которых был психо-детектив Джон Сайленс, «медик необыкновенных способностей» (англ. physician extraordinary). Решив посвятить себя литературе, Блэквуд переехал в Швейцарию, где прожил до 1914 года: здесь он написал многие известные повести (в том числе «Ивы» и «Вендиго»), а также роман «Кентавр» (англ. «The Centaur», 1910), который критики относят к числу его сильнейших произведений. К этому же времени относятся поездки писателя на Кавказ, а также в Египет. Под впечатлением второй из них были написаны «Песок» (англ. «The Sand»), «Сошествие в Египет» (англ. «A Descent in Egypt»), «Волна» (англ. «The Wave») и «Крылья Гора» (англ. «The Wings of Horus»). По мотивам рассказа Блэквуда «Пленник страны фей» (англ. «A Prisoner of Fairyland») композитор Эдуард Элгар написал популярный мюзикл «The Starlight Express».
С началом Первой мировой войны Блэквуд поступил на службу в британскую военную разведку, а по окончании военных действий вернулся в Кент, где написал ещё два сборника рассказов («Tongues of Fire» и «Shocks»), а также несколько детских произведений («Sambo and Snatch», «The Fruit Stoners», «Dudley and Gilderoy»). Впоследствии горячий поклонник творчества Блэквуда Г. Ф. Лавкрафт объявил «Ивы» лучшим мистическим рассказом из всех, которые ему приходилось читать.
Пик публичной известности Блэквуда относится к 1934 году, когда его пригласили читать рассказы о привидениях на Би-би-си. Под влиянием собственного триумфа писатель занялся радиодраматургией и сделался частым гостем на телевидении. В 1949 году он был награждён специальной медалью Телевизионного сообщества, а также Орденом Британской империи (англ. CBE).
Примечательно, что Блэквуд написал автобиографию лишь своих ранних лет «Эпизоды до тридцати» (1923), о более позднем периоде можно прочитать в его биографии «Человек звездного света» Майка Эшли.
Элджернон Блэквуд умер после нескольких инсультов. Официально его смерть наступила 10 декабря 1951 года в результате церебрального тромбоза, которому способствовал атеросклероз. Он был кремирован в крематории Голдерс-Грин. Через несколько недель его племянник отнес его прах на перевал Зааненмозер в швейцарских Альпах и развеял его в горах, которые писатель так любил.

## Особенности стиля
Хотя Блэквуд более всего известен сегодня, как автор рассказов ужасов, его самая типичная работа направлена не столько на то, чтобы напугать, сколько на то, чтобы вызвать чувство благоговения перед величием мироздания в различных его аспектах. Хорошие примеры этому — романы «Кентавр», кульминацией которого являются сцена, когда путешественник видит стадо мифических существ; а также «Джулиус ЛеВаллон» и его продолжение «Яркий вестник», в которых рассказывается о реинкарнации и возможности новой мистической эволюции человеческого сознания.
В переписке с Питером Пензольдтом Блэквуд писал:
Мой основной интерес, я полагаю, составляют примеры и доказательства существования сил, которые скрыты во всех нас; другими словами, в расширении человеческих способностей. Поэтому многие из моих рассказов имеют дело с расширением сознания; спекулятивное и воображаемое рассмотрение возможностей за пределами нашего обычного диапазона сознания... Кроме того, все, что происходит в нашей вселенной, естественно; по закону; но расширение нашего столь ограниченного нормального сознания может открыть новые, экстраординарные способности и т. д., и слово «сверхъестественное» кажется лучшим словом для их описания в художественной литературе. Я верю, что наше сознание может меняться и расти, и что с этим изменением мы можем осознать новую вселенную. Под «изменением» сознания, я имею в виду его тип, есть нечто большее, чем просто расширение того, что мы уже имеем и знаем.

## Значение
Под впечатлением от «психо-детектива» Джона Сайленса, Уильям Хоуп Ходжсон, который испытывал значительное влияние Блэквуда, создал сквозного персонажа, оккультного детектива и охотника за призраками Томаса Карнаки, предвосхитившего героев Жана Рэ и Сибери Квинна.
Кроме Ходжсона и Г. Ф. Лавкрафта работы Блэквуда оказали сильное влияние на таких авторов как Джордж Аллан Ингленд, Х. Рассел Уэйкфилд, "Л. Адамс Бек", Марджери Лоуренс, Эванджелин Уолтон, Рэмси Кэмпбелл и Грэм Джойс. Рассказ Фрэнка Белнэпа Лонга 1928 года «Пожиратели космоса» отсылает к художественной литературе Блэквуда.
Рассказ Кларка Эштона Смита «Genius Loci» (1933) был вдохновлен рассказом Блэквуда «Передача».
Высокую оценку творчеству писателя дал Генри Миллер: в «Книге в моей жизни» он выбрал «Светлый вестник Блэквуда» как «самый экстраординарный роман о психоанализе, который затмевает саму тему».
В первом черновике своего эссе «Заметки о номенклатуре Властелина колец» Дж. Р. Р. Толкин заявил, что он заимствовал фразу «трещина судьбы» из неназванного рассказа Алджернона Блэквуда. В своей книге «Современное чтение Толкина: Средиземье за пределами средневековья» доктор Холли Ордуэй утверждает, что это неназванное произведение Блэквуда является романом «Воспитание дяди Пола».
Творчество Блэквуда продолжает вдохновлять и современных писателей, таких как Стивен Кинг. Сюжет романа Кейтлин Р. Кирнан «Порог» (2001) основан на творчестве Блэквуда: Кирнан сама привела Блэквуда в качестве важного источника вдохновения.

## Основные работы

### Романы
- Jimbo: A Fantasy (1909)
- The Education of Uncle Paul (1909)
- The Human Chord (1910)
- Кентавр[22] / The Centaur (1911)
- A Prisoner in Fairyland (1913); продолжение The Education of Uncle Paul
- The Extra Day (1915)
- Julius LeVallon (1916)
- The Wave (1916)
- The Promise of Air (1918)
- The Garden of Survival (1918)
- The Bright Messenger (1921); продолжение Julius LeVallon
- Sambo and Snitch (1927)
- Dudley & Gilderoy: A Nonsense (1929)
- The Fruit Stoners: Being the Adventures of Maria Among the Fruit Stoners (1934)

### Сборники рассказов
- The Empty House (1906)
- The Listener and Other Stories (1907)
- John Silence (1908)
- The Lost Valley and Other Stories (1910)
- Pan’s Garden: A Volume of Nature Stories (1912)
- Incredible Adventures (1914)
- Ten Minute Stories (1914)
- Day and Night Stories (1917)
- Wolves of God and Other Fey Stories, with Wilfred Wilson (1921)
- Tongues of Fire and Other Stories (1924)
- Ancient Sorceries and Other Tales (1927?)
- The Dance of Death and Other Tales (1928)
- Short Stories of A. Blackwood (1930)
- Strange Stories (1931)
- The Willows and Other Queer Tales (1932)
- Shocks (1936)
- Tales of Algernon Blackwood (1939)
- The Doll and One Other (1946)
- Selected Tales of Algernon Blackwood (1948)
- Tales of the Uncanny and Supernatural (1949)
- In the Realm of Terror (1957)
- Tales of Terror and the Unknown (1965)
- Ancient Sorceries and Other Stories (1968)
- Tales of the Mysterious and Macabre.(1962)

### Наиболее известные рассказы
- «Ивы — The Willows»
- «Вендиго»
- «A Descent into Egypt»
- «The Regeneration of Lord Ernie»
- «The Damned»
- «Ancient Sorceries»
- «The Insanity of Jones»
- «The Man Who Found Out»
- «Smith: An Episode in a Lodging House»
- «The Glamour of the Snow»
- «The Man Whom the Trees Loved»